# F-eloszlás
A valószínűségszámítás elméletében és a statisztika területén az F-eloszlás egy folytonos valószínűség-eloszlás.
Az F-eloszlást a teszt-statisztika területén használják, leggyakrabban a szórásnégyzet analízisnél (lásd még: F-teszt)
Az F-eloszlás nem összekeverendő az F-statisztikával, melyet a népesség genetikában használnak.

Az F-eloszlás úgy is ismert, mint Snedecor-féle F-eloszlás vagy Fisher–Snedecor-eloszlás Ronald Fisher és George W. Snedecor után.

## Definíció

Sűrűségfüggvény

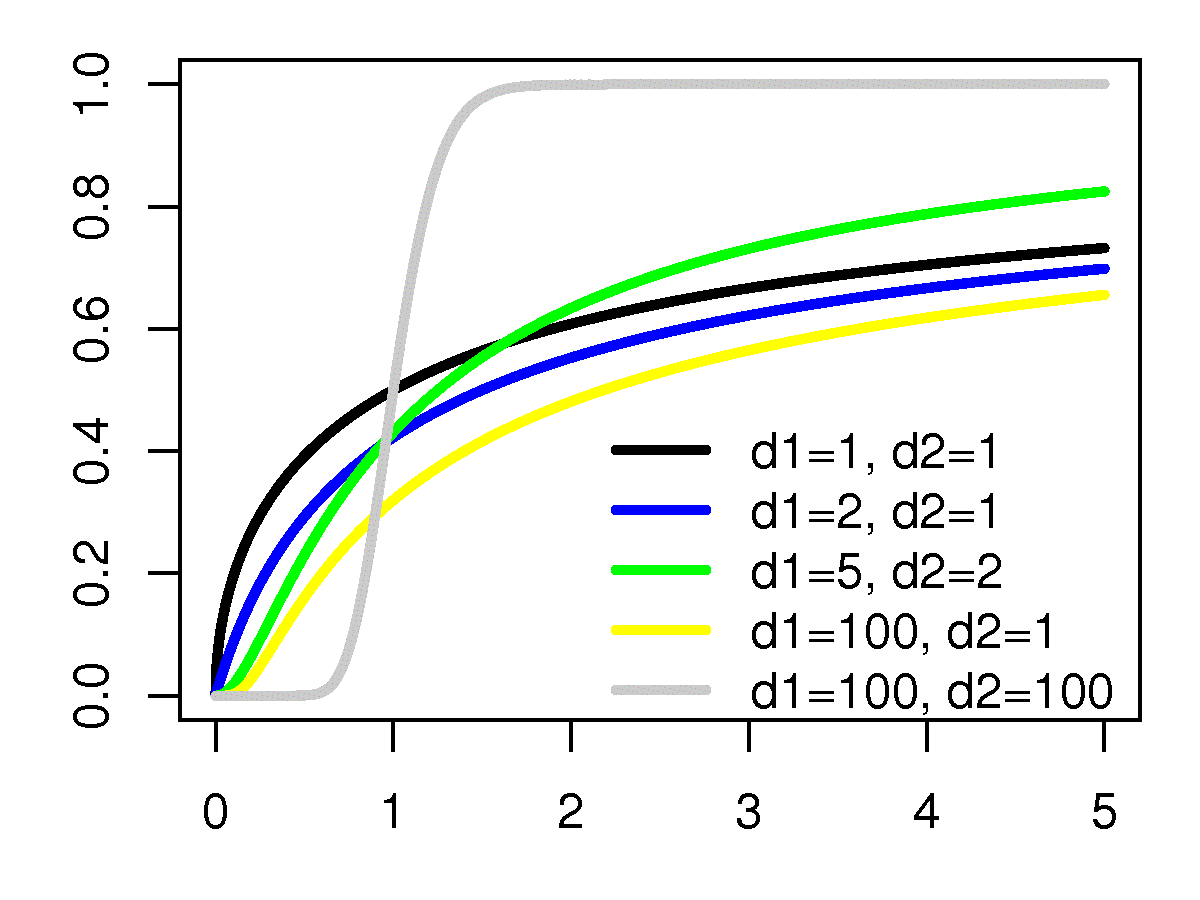
Kumulatív eloszlásfüggvény

Ha {\displaystyle X} valószínűségi változó F-eloszlású {\displaystyle d_{1}} és {\displaystyle d_{2}} paraméterekkel, akkor írhatjuk {\displaystyle X\sim \operatorname {F} (d_{1},d_{2})}.
{\displaystyle X} valószínűség sűrűségfüggvénye:
{\displaystyle {\begin{aligned}f(x;d_{1},d_{2})&={\frac {\sqrt {\frac {(d_{1}\,x)^{d_{1}}\,\,d_{2}^{d_{2}}}{(d_{1}\,x+d_{2})^{d_{1}+d_{2}}}}}{x\,\mathrm {B} \!\left({\frac {d_{1}}{2}},{\frac {d_{2}}{2}}\right)}}\\&={\frac {1}{\mathrm {B} \!\left({\frac {d_{1}}{2}},{\frac {d_{2}}{2}}\right)}}\left({\frac {d_{1}}{d_{2}}}\right)^{\frac {d_{1}}{2}}x^{{\frac {d_{1}}{2}}-1}\left(1+{\frac {d_{1}}{d_{2}}}\,x\right)^{-{\frac {d_{1}+d_{2}}{2}}}\!\end{aligned}}}
valós {\displaystyle x\geq 0} esetekre. Itt a {\displaystyle \mathrm {B} }, a béta-függvény. A legtöbb alkalmazásban a {\displaystyle d_{1}} és {\displaystyle d_{2}} pozitív egész.
A kumulatív eloszlásfüggvény:
{\displaystyle F(x;d_{1},d_{2})=I_{\frac {d_{1}x}{d_{1}x+d_{2}}}(d_{1}/2,d_{2}/2),}
ahol I a szabályozott inkomplett béta-függvény.
A lapultság:
{\displaystyle \gamma _{2}=12{\frac {d_{1}(5d_{2}-22)(d_{1}+d_{2}-2)+(d_{2}-4)(d_{2}-2)^{2}}{d_{1}(d_{2}-6)(d_{2}-8)(d_{1}+d_{2}-2)}}}.
Egy {\displaystyle \operatorname {F} (d_{1},d_{2})} k-ik momentuma létezik, és csak akkor véges, ha {\displaystyle 2k<d_{2}}, és egyenlő::
{\displaystyle \mu _{X}\left(k\right)=\left({\frac {d_{2}}{d_{1}}}\right)^{k}{\frac {\Gamma \left(d_{1}/2+k\right)}{\Gamma \left(d_{1}/2\right)}}{\frac {\Gamma \left(d_{2}/2-k\right)}{\Gamma \left(d_{2}/2\right)}}}
Az F-eloszlás az Elsődleges béta-eloszlás partikuláris parametrizálása, melyet másodfajú béta-eloszlásnak is hívnak.

### Karakterisztikus függvény
A karakterisztikus függvény:
{\displaystyle \varphi _{d_{1},d_{2}}^{F}(s)={\frac {\Gamma ((d_{1}+d_{2})/2)}{\Gamma (d_{2}/2)}}U(d_{1}/2,1-d_{2}/2,-d_{2}/d_{1}\imath s)}
ahol {\displaystyle U(a,b,z)} a másodfajú hipergeometrikus-függvény.

## Jellemzők
Egy d1 és d2 paraméterekkel rendelkező F-eloszlású valószínűségi változó, két megfelelően skálázott khí-négyzet eloszlásból származtatható:
{\displaystyle {\frac {U_{1}/d_{1}}{U_{2}/d_{2}}}}
ahol
- U1 és U2 khí-négyzet eloszlásúak, d1 és d2 szabadságfokokkal, és
- U1 és U2 függetlenek egymástól

Olyan esetekben, amikor az F-eloszlást használják, például, a szórásnégyzet analízisénél, U1 és U2 függetlensége demonstrálható, ha alkalmazzuk a Cochran-tételt.

## Általánosítás
Az F-eloszlás általánosítása, a nemcentrális F-eloszlás.

## Kapcsolódó eloszlások
- Ha {\displaystyle X\sim \chi _{\nu _{1}}^{2}} és {\displaystyle Y\sim \chi _{\nu _{2}}^{2}}, függetlenek, akkor {\displaystyle {\frac {X/\nu _{1}}{Y/\nu _{2}}}\sim \mathrm {F} (\nu _{1},\nu _{2})}
- Ha {\displaystyle X\sim \operatorname {Beta} (\nu _{1}/2,\nu _{2}/2)} (Béta-eloszlás), akkor {\displaystyle {\frac {\nu _{2}X}{\nu _{1}\left(1-X\right)}}\sim \operatorname {F} (\nu _{1},\nu _{2})}
- Hasonlóan, ha {\displaystyle X\sim \operatorname {F} (\nu _{1},\nu _{2})}, akkor {\displaystyle {\frac {\nu _{1}X/\nu _{2}}{1+\nu _{1}X/\nu _{2}}}\sim \operatorname {Beta} (\nu _{1}/2,\nu _{2}/2)}.
- Ha {\displaystyle X\sim \mathrm {F} (\nu _{1},\nu _{2})} akkor {\displaystyle Y=\lim _{\nu _{2}\to \infty }\nu _{1}X} khí-négyzet eloszlás {\displaystyle \chi _{\nu _{1}}^{2}}
- {\displaystyle \operatorname {F} (\nu _{1},\nu _{2})} ekvivalens a skálázott Hotelling T-négyzet eloszlással {\displaystyle {\frac {\nu _{2}}{\nu _{1}(\nu _{1}+\nu _{2}-1)}}\operatorname {T} ^{2}(\nu _{1},\nu _{1}+\nu _{2}-1)}.
- Ha {\displaystyle X\sim \operatorname {F} (\nu _{1},\nu _{2}),}, akkor {\displaystyle {\frac {1}{X}}\sim F(\nu _{2},\nu _{1})}.
- Ha {\displaystyle X\sim \mathrm {t} (m)\,} (Student t-eloszlás), akkor {\displaystyle X^{2}\sim \operatorname {F} (\nu _{1}=1,\nu _{2}=m)}.
- Ha {\displaystyle X\sim \mathrm {t} (n)\,} (Student t-eloszlás), akkor {\displaystyle X^{-2}\sim \operatorname {F} (\nu _{1}=n,\nu _{2}=1)}.
- F-eloszlás a 6. típusú Pearson-eloszlás speciális esete.
- Ha {\displaystyle X\sim \operatorname {F} (n,m)}, akkor {\displaystyle {\tfrac {\log {X}}{2}}\sim \operatorname {FisherZ} (n,m)} (Fisher z-eloszlás)
- A nemcentrális F-eloszlás egyszerűsíti az F-eloszlást, ha {\displaystyle \lambda =0}
- A dupla nemcentrális F-eloszlás egyszerűsíti az F-eloszlást, ha {\displaystyle \lambda _{1}=\lambda _{2}=0}
- Ha {\displaystyle p} kvantilise {\displaystyle \operatorname {Q} _{X}(p)} {\displaystyle X\sim \operatorname {F} (\nu _{1},\nu _{2})} esetében, és {\displaystyle 1-p} kvantilise {\displaystyle \operatorname {Q} _{Y}(1-p)}, akkor

{\displaystyle \operatorname {Q} _{X}(p)=1/\operatorname {Q} _{Y}(1-p)}.